# 1/20
{\displaystyle {\tfrac {1}{20}}}（20分の1、にじゅうぶんのいち）は、有理数のうち 0 と 1 の間にある数で、20 の逆数である。

## 数学的性質
- 1/20 は 1 ÷ 20 に等しい。
- 1/20(10) は、素因数に2と5が含まれるN進法では有限小数になる。

## その他 1/20 に関連すること
- 5%は {\displaystyle {\tfrac {1}{20}}} に相当する。これを十進数の度数法で表記すると18度である。
  - 日本の消費税の税率はかつて5%であった時期がある（1997年4月～2014年3月）。このため、「二十分の一税」と呼ばれる事もあった。